# Варіан Фрай
Варіан Фрай (англ. Varian Fry; 15 жовтня 1907, Нью-Йорк, США—13 вересня 1967, Реддінг, США) — американський журналіст, який в часи Другої світової війни організував рятування біженців з окупованої німцями Франції.
Створена ним підпільна мережа в Марселі допомогла врятувати близько 2000 євреїв та антифашистів: Ганна Арендт, Ганс Арп, Ганс Беллмер, Андре Бретон, Марк Шагал, Марсель Дюшан, Макс Ернст, Ліон Фейхтвангер, Ванда Ландовська, Жак Ліпшиц, Альма Малер Гропіус Верфель, Голо Манн, Генріх Манн, Андре Массон, Роберто Матта, Віктор Серж, Фердінанд Шпрінгер, Франц Верфель, Курт Вольф та інші.
Його група переводила людей через Піренеї до Іспанії або доправляла до французьких колоній.
В 1941 його було арештовано французькою (вішістською) поліцією та депортовано до США.
В 1995 (як один з перших американських громадян), разом з Раулем Валенбергом та Оскаром Шиндлером, нагороджено медаллю Праведника світу.